# Слёзы капали
«Слёзы капали» — советский художественный фильм, «грустная сказка», поставленная Георгием Данелией в 1982 году. Сюжет можно рассматривать как современную трактовку сказки Ханса Кристиана Андерсена «Снежная королева». Последняя роль в кино Бориса Андреева.

## Сюжет
Завязка сюжета та же, что и в сказке Ханса Кристиана Андерсена. Злой тролль создал волшебное зеркало, которое отражало и преувеличивало всё плохое и дурное. Зеркало разбилось — и один из миллионов осколков попал в глаз Павлу Ивановичу Васину, жителю небольшого городка Зареченска.
Уравновешенный человек, добропорядочный семьянин, отзывчивый сосед и сослуживец, в один момент изменился до неузнаваемости. Он видит в своих родственниках и знакомых только плохие черты и пороки; делает исключение только для внучки, а также проявляет относительную терпимость к пьянице. Васин выгнал из дома сына, поссорился с женой, разругался с сослуживцами на работе и даже дошёл до того, что собирался покончить жизнь самоубийством.

## Роли исполняют
- Евгений Леонов — Павел Иванович Васин
- Ия Саввина — Ирина, жена Васина
- Нина Гребешкова — Зинаида Петровна Галкина, коллега Васина
- Александра Яковлева — Люся, невестка Васина
- Борис Андреев — Николай Ваничкин, отец Фёдора
- Ольга Машная — Наталья Соловьёва, коллега Васина
- Лев Перфилов — владелец пианино
- Борислав Брондуков — Фёдор, алкоголик
- Пётр Щербаков — профессор Склянский, психиатр
- Нина Русланова — Дина, подруга Васиных
- Ия Нинидзе — средневековая девушка, в глаз которой попал осколок зеркала
- Николай Парфёнов — Кузякин, коллега Васина
- Андрей Толубеев — Толик Бобылёв, коллега Васина
- Борис Сморчков — Валентин Максимович Сорокин, начальник Васина
- Анатолий Соловьёв — Фёдор Ваничкин, однополчанин Васина
- Галина Новожилова — Белозерская, работница детского сада, мать жениха
- Ирина Шмелёва — Лена Новикова, невеста
- Геннадий Ялович — Станислав Пташук, коллега Васина
- Александр Денисенко — Саша Ермаков, жених
- Татьяна Новицкая — продавщица канцтоваров
- Раиса Куркина — председатель собрания
- Данута Столярская — администратор в гостинице
- Элла Шашкова — представительница строительной организации
- Александр Павлов — представитель строительной организации
- Георгий Данелия — читающий пассажир в трамвае (нет в титрах)

Текст от автора читает Николай Литвинов.

## Съёмочная группа
- Режиссёр-постановщик: Георгий Данелия
- Авторы сценария: Георгий Данелия, Кир Булычёв, Александр Володин
- Оператор-постановщик: Юрий Клименко
- Композитор: Гия Канчели
- Художники-постановщики: Александр Макаров, Александр Бойм
- Песни на стихи: Геннадия Шпаликова, Юрия Энтина

## История съёмок
Рабочим названием фильма было «Гладиатор». Фильм снимался в Калуге (ряд эпизодов снят на улице Дарвина), Ростове Великом, Ашхабаде и Одессе.
В фильме звучит песня «Людей теряют только раз», написанная на стихи поэта и сценариста Геннадия Шпаликова. Исполняет песню Георгий Данелия.